# Chiridopsis bowringii
Chiridopsis bowringii (лат.) — вид жуков щитоносок (Cassidini) из семейства листоедов.
Южная и Юго-Восточная Азия: Бирма, Вьетнам, Китай, Лаос, Непал.
Тело овальной формы, уплощённое, желтовато-песочного цвета с чёрными пятнами на дорсальной стороне тела. Голова сверху не видна, так как прикрыта переднеспинкой.
Растительноядная группа, питаются растениями различных видов, в том числе из семейства Вьюнковые (Convolvulaceae): Ipomoea sp..